# Natriumdicyanamid
Natriumdicyanamid ist eine anorganische chemische Verbindung des Natriums aus der Gruppe der Cyanamide.

## Gewinnung und Darstellung
Natriumdicyanamid kann durch Reaktion von Cyanamid mit Cyanchlorid und Natriumhydroxid gewonnen werden.

## Eigenschaften
Natriumdicyanamid ist ein hellgelber Feststoff. Die Verbindung kommt in zwei Kristallstrukturen vor. Unterhalb von 33 °C liegt sie in einer monoklinen Kristallstruktur mit der Raumgruppe P21/n (Raumgruppen-Nr. 14, Stellung 2), darüber als in einer orthorhombischen Kristallstruktur mit der Raumgruppe Pbnm (Raumgruppen-Nr. 62, Stellung 3) vor.

## Verwendung
Natriumdicyanamid wird als Zwischenprodukt zur Herstellung anderer chemischer Verbindungen (zum Beispiel Cyanoguanidine und Diguanide) verwendet.